# 800 meter för herrar i friidrott vid olympiska sommarspelen 2020
Herrarnas 800 meter vid olympiska sommarspelen 2020 avgjordes mellan den 31 juli och 4 augusti 2021 på Tokyos Olympiastadion i Japan. 47 deltagare från 29 nationer deltog i tävlingen. Det var 29:e gången grenen fanns med i ett OS och den har funnits med i varje OS sedan första upplagan 1896.
Emmanuel Korir från Kenya tog guld efter ett lopp på 1.45,06. Silvermedaljen togs av Korirs landsman Ferguson Rotich på tiden 1.45,23 och bronsmedaljen gick till Patryk Dobek från Polen som sprang i mål på 1.45,39.

## Rekord
Innan tävlingens start fanns följande rekord:
| Världsrekord     | David Rudisha (KEN) | 1.40,91 | London, Storbritannien | 9 augusti 2012 |
| Olympiskt rekord | David Rudisha (KEN) | 1.40,91 | London, Storbritannien | 9 augusti 2012 |

| Område                                   | Tid          | Idrottare        | Nation     |
| ---------------------------------------- | ------------ | ---------------- | ---------- |
| Afrika                                   | 1.40,91 0VR0 | David Rudisha    | Kenya      |
| Asien                                    | 1.42,79      | Yusuf Saad Kamel | Bahrain    |
| Europa                                   | 1.41,11      | Wilson Kipketer  | Danmark    |
| Nordamerika, Centralamerika och Karibien | 1.42,34      | Donavan Brazier  | USA        |
| Oceanien                                 | 1.44,21      | Joseph Deng      | Australien |
| Sydamerika                               | 1.41,77      | Joaquim Cruz     | Brasilien  |

Följande nationsrekord slogs under tävlingen:
| Land                         | Idrottare         | Omgång      | Tid     | Noteringar |
| ---------------------------- | ----------------- | ----------- | ------- | ---------- |
| Australien                   | Peter Bol         | Försöksheat | 1.44,13 | 0AR0       |
| Australien                   | Peter Bol         | Semifinal   | 1.44,11 | 0AR0       |
| Cooköarna                    | Alex Beddoes      | Försöksheat | 1.47,26 |            |
| Centralafrikanska republiken | Francky Mbotto    | Försöksheat | 1.48,26 |            |
| Tunisien                     | Abdessalem Ayouni | Semifinal   | 1.44,99 |            |

## Schema
Alla tider är UTC+9.
| Datum                 | Tid   | Omgång      |
| --------------------- | ----- | ----------- |
| Lördag 31 juli 2021   | 9:00  | Försöksheat |
| Söndag 1 augusti 2021 | 19:00 | Semifinaler |
| Onsdag 4 augusti 2021 | 18:30 | Final       |

## Resultat

### Försöksheat
Kvalificeringsregler: De tre första i varje heat 0Q0 samt de sex snabbaste tiderna 0q0 gick vidare till semifinalerna.

#### Heat 1
| Placering | Bana | Idrottare          | Nation         | Tid     | Noteringar |
| --------- | ---- | ------------------ | -------------- | ------- | ---------- |
| 1         | 4    | Ferguson Rotich    | Kenya          | 1.43,75 | 0Q0        |
| 2         | 7    | Peter Bol          | Australien     | 1.44,13 | 0Q0, 0AR0  |
| 3         | 1    | Elliot Giles       | Storbritannien | 1.44,49 | 0Q0        |
| 4         | 2    | Abdelati El Guesse | Marocko        | 1.44,84 | 0q0, 0PB0  |
| 5         | 5    | Isaiah Jewett      | USA            | 1.45,07 | 0q0        |
| 6         | 8    | Tony van Diepen    | Nederländerna  | 1.46,03 |            |
| 7         | 3    | Pol Moya           | Andorra        | 1.47,44 | 0SB0       |
| 8         | 6    | Musa Hajdari       | Kosovo         | 1.48,96 |            |

#### Heat 2
| Placering | Bana | Idrottare                | Nation                       | Tid     | Noteringar |
| --------- | ---- | ------------------------ | ---------------------------- | ------- | ---------- |
| 1         | 4    | Marco Arop               | Kanada                       | 1.45,26 | 0Q0        |
| 2         | 3    | Amel Tuka                | Bosnien och Hercegovina      | 1.45,48 | 0Q0        |
| 3         | 2    | Gabriel Tual             | Frankrike                    | 1.45,63 | 0Q0        |
| 4         | 1    | Pablo Sánchez-Valladares | Spanien                      | 1.46,06 |            |
| 5         | 7    | Andreas Kramer           | Sverige                      | 1.46,44 |            |
| 6         | 6    | Oliver Dustin            | Storbritannien               | 1.46,94 |            |
| 7         | 8    | Alex Beddoes             | Cooköarna                    | 1.47,26 | 0NR0       |
| 8         | 5    | Francky Mbotto           | Centralafrikanska republiken | 1.48,26 | 0NR0       |

#### Heat 3
| Placering | Bana | Idrottare         | Nation            | Tid            | Noteringar |
| --------- | ---- | ----------------- | ----------------- | -------------- | ---------- |
| 1         | 1    | Clayton Murphy    | USA               | 1.45,53        | 0Q0        |
| 2         | 6    | Daniel Rowden     | Storbritannien    | 1.45,73 (,723) | 0Q0        |
| 3         | 2    | Abdessalem Ayouni | Tunisien          | 1.45,73 (,728) | 0Q0, 0SB0  |
| 4         | 8    | Charlie Hunter    | Australien        | 1.45,91        | 0q0        |
| 5         | 4    | Saúl Ordóñez      | Spanien           | 1.45,98        |            |
| 6         | 7    | Brandon McBride   | Kanada            | 1.46,32        |            |
| 7         | 3    | Melese Nberet     | Etiopien          | 1.47,80        |            |
| 8         | 5    | James Chiengjiek  | Flyktingidrottare | 2.02,04        |            |

#### Heat 4
| Placering | Bana | Idrottare             | Nation      | Tid     | Noteringar |
| --------- | ---- | --------------------- | ----------- | ------- | ---------- |
| 1         | 8    | Nijel Amos            | Botswana    | 1.45,04 | 0Q0        |
| 2         | 6    | Michael Saruni        | Kenya       | 1.45,21 | 0Q0        |
| 3         | 7    | Adrián Ben            | Spanien     | 1.45,30 | 0Q0        |
| 4         | 5    | Jeff Riseley          | Australien  | 1.45,41 | 0q0        |
| 5         | 2    | Oussama Nabil         | Marocko     | 1.45,64 | 0q0        |
| 6         | 1    | Pierre-Ambroise Bosse | Frankrike   | 1.45,97 | 0q0        |
| 7         | 3    | Ryan Sánchez          | Puerto Rico | 1.47,07 |            |
| 8         | 4    | Thiago André          | Brasilien   | 1.47,75 |            |

#### Heat 5
| Placering | Bana | Idrottare           | Nation      | Tid     | Noteringar |
| --------- | ---- | ------------------- | ----------- | ------- | ---------- |
| 1         | 1    | Jesús Tonatiú López | Mexiko      | 1.46,14 | 0Q0        |
| 2         | 5    | Eliott Crestan      | Belgien     | 1.46,19 | 0Q0        |
| 3         | 7    | Patryk Dobek        | Polen       | 1.46,59 | 0Q0        |
| 4         | 3    | Mark English        | Irland      | 1.46,75 |            |
| 5         | 4    | Benjamin Robert     | Frankrike   | 1.47,12 |            |
| 6         | 6    | Eric Nzikwinkunda   | Burundi     | 1.47,97 |            |
| 7         | 2    | Andrés Arroyo       | Puerto Rico | 1.53,09 |            |
| 8         | 8    | Dennick Luke        | Dominica    | 1.54,30 |            |

#### Heat 6
| Placering | Bana | Idrottare               | Nation      | Tid     | Noteringar |
| --------- | ---- | ----------------------- | ----------- | ------- | ---------- |
| 1         | 6    | Emmanuel Korir          | Kenya       | 1.45,33 | 0Q0        |
| 2         | 3    | Mateusz Borkowski       | Polen       | 1.45,34 | 0Q0        |
| 3         | 5    | Bryce Hoppel            | USA         | 1.45,64 | 0Q0        |
| 4         | 1    | Mostafa Smaili          | Marocko     | 1.46,05 |            |
| 5         | 8    | Yassine Hethat          | Algeriet    | 1.46,20 |            |
| 6         | 7    | Abubaker Haydar Abdalla | Qatar       | 1.47,45 |            |
| 7         | 4    | Wesley Vázquez          | Puerto Rico | 1.49,06 | 0SB0       |
| —         | 2    | Ayanleh Souleiman       | Djibouti    | —       | 0DNS0      |

### Semifinaler
Kvalificeringsregler: De två första i varje heat 0Q0 samt de två snabbaste tiderna 0q0 gick vidare till finalen.

#### Semifinal 1
| Placering | Bana | Idrottare           | Nation     | Tid     | Noteringar |
| --------- | ---- | ------------------- | ---------- | ------- | ---------- |
| 1         | 3    | Patryk Dobek        | Polen      | 1.44,60 | 0Q0        |
| 2         | 6    | Emmanuel Korir      | Kenya      | 1.44,74 | 0Q0        |
| 3         | 5    | Jesús Tonatiú López | Mexiko     | 1.44,77 |            |
| 4         | 9    | Eliott Crestan      | Belgien    | 1.44,84 | 0PB0       |
| 5         | 4    | Bryce Hoppel        | USA        | 1.44,91 |            |
| 6         | 2    | Abdessalem Ayouni   | Tunisien   | 1.44,99 | 0NR0       |
| 7         | 7    | Charlie Hunter      | Australien | 1.46,73 |            |
| 8         | 8    | Abdelati El Guesse  | Marocko    | 1.46,85 |            |

#### Semifinal 2
| Placering | Bana | Idrottare         | Nation         | Tid     | Noteringar |
| --------- | ---- | ----------------- | -------------- | ------- | ---------- |
| 1         | 6    | Peter Bol         | Australien     | 1.44,11 | 0Q0, 0AR0  |
| 2         | 5    | Clayton Murphy    | USA            | 1.44,18 | 0Q0        |
| 3         | 7    | Gabriel Tual      | Frankrike      | 1.44,28 | 0q0, 0PB0  |
| 4         | 4    | Adrián Ben        | Spanien        | 1.44,30 | 0q0        |
| 5         | 8    | Daniel Rowden     | Storbritannien | 1.44,35 | 0SB0       |
| 6         | 9    | Michael Saruni    | Kenya          | 1.44,55 | 0SB0       |
| 7         | 3    | Marco Arop        | Kanada         | 1.44,90 |            |
| 8         | 2    | Mateusz Borkowski | Polen          | 1.46,54 |            |

#### Semifinal 3
| Placering | Bana | Idrottare             | Nation                  | Tid     | Noteringar |
| --------- | ---- | --------------------- | ----------------------- | ------- | ---------- |
| 1         | 6    | Ferguson Rotich       | Kenya                   | 1.44,04 | 0Q0        |
| 2         | 8    | Amel Tuka             | Bosnien och Hercegovina | 1.44,53 | 0Q0, 0SB0  |
| 3         | 4    | Elliot Giles          | Storbritannien          | 1.44,74 |            |
| 4         | 7    | Oussama Nabil         | Marocko                 | 1.46,42 |            |
| 5         | 2    | Jeff Riseley          | Australien              | 1.47,17 |            |
| 6         | 9    | Pierre-Ambroise Bosse | Frankrike               | 1.48,62 |            |
| 7         | 5    | Isaiah Jewett         | USA                     | 2.38,12 |            |
| 8         | 3    | Nijel Amos            | Botswana                | 2.38,49 | qR         |

### Final
| Placering | Bana | Idrottare       | Nation                  | Tid     | Noteringar |
| --------- | ---- | --------------- | ----------------------- | ------- | ---------- |
| 1         | 4    | Emmanuel Korir  | Kenya                   | 1.45,06 |            |
| 2         | 6    | Ferguson Rotich | Kenya                   | 1.45,23 |            |
| 3         | 3    | Patryk Dobek    | Polen                   | 1.45,39 |            |
| 4         | 8    | Peter Bol       | Australien              | 1.45,92 |            |
| 5         | 7    | Adrián Ben      | Spanien                 | 1.45,96 |            |
| 6         | 2    | Amel Tuka       | Bosnien och Hercegovina | 1.45,98 |            |
| 7         | 1    | Gabriel Tual    | Frankrike               | 1.46,03 |            |
| 8         | 9    | Nijel Amos      | Botswana                | 1.46,41 |            |
| 9         | 5    | Clayton Murphy  | USA                     | 1.46,53 |            |